# Kahmora Hall
Kahmora Hall (Chicago, 13 de septiembre de 1991) es el nombre artístico de Paul Tran, una artista drag estadounidense conocida por competir en la temporada 13 de RuPaul's Drag Race.

## Carrera
Kahmora Hall fue la primera concursante eliminada en la temporada 13 de RuPaul's Drag Race. Uso un vestido original de Bob Mackie en el programa. Michelle Kim de la revista them afirmó que su lip sync de "100% Pure Love" contra Denali "pasara a la historia de Drag Race". En 2022, Hall regresó al programa como invitada en el quinto episodio de la temporada 14, junto con Tempest DuJour y Jaymes Mansfield. Hall, junto con otras participantes de RuPaul's Drag Race Ginger Minj y Kornbread "The Snack" Jeté, aparecieron en Hocus Pocus 2.

## Vida personal
Tran estudió en la Niles West High School y en la Universidad Loyola y vive en Chicago. En 2021, afirmó haber experimentado microagresiones en competencias drag por ser asiática. Tajma Hall es la "madre drag" de Kahmora Hall. Su compañera de la temporada 13 Tamisha Iman también se convirtió en la "madre drag" de Hall después de fuera adoptada por la Dinastía Iman.

## Filmografía

### Televisión
| Año  | Título                                                  | Papel      | Notas                   | Ref    |
| ---- | ------------------------------------------------------- | ---------- | ----------------------- | ------ |
| 2021 | RuPaul's Drag Race (temporada 13)                       | Ella misma | Concursante             |        |
| 2021 | RuPaul's Drag Race: Untucked                            | Ella misma | Concursante             |        |
| 2021 | RuPaul's Drag Race: Corona Can't Keep a Good Queen Down | Ella misma | Especial autónomo       | [ 15 ] |
| 2022 | RuPaul's Drag Race (temporada 14)                       | Ella misma | Aparición como invitada | [ 16 ] |

### Cine
| Año  | Título        | Papel                       | Notas | Ref    |
| ---- | ------------- | --------------------------- | ----- | ------ |
| 2022 | Hocus Pocus 2 | Imitador de Sarah Sanderson |       | [ 17 ] |

### Series web
| Año  | Título             | Papel      | Notas                                             | Ref    |
| ---- | ------------------ | ---------- | ------------------------------------------------- | ------ |
| 2021 | Meet the Queens    | Ella misma | Especial autónomo RuPaul's Drag Race Temporada 13 | [ 18 ] |
| 2021 | Whatcha Packin'    | Ella misma | Invitada                                          | [ 19 ] |
| 2021 | Revealing the Look | Ella misma | Invitada                                          | [ 20 ] |
| 2021 | Bootleg Opinions   | Ella misma | Invitada                                          | [ 21 ] |
| 2022 | EW News Flash      | Ella misma | Invitada junto con Ginger Minj y Kornbread Jeté   | [ 22 ] |
| 2022 | Out of the Closet  | Ella misma | Invitada                                          | [ 23 ] |